# Оргин, Константин Петрович
Константин Петрович Оргин (10 июля 1910 года — 5 октября 1964 года) — первый номер станкового пулемёта 3-й пулемётной роты 219-го стрелкового полка (11-я стрелковая дивизия, 2-я ударная армия, Ленинградский фронт), младший сержант, Герой Советского Союза.

## Биография
Константин Петрович Оргин родился 10 июля 1910 года на хуторе Савельевка ныне Тюльганского района Оренбургской области. Мордвин. Образование неполное среднее.
Член КПСС с 1943 года. До Великой Отечественной войны работал в колхозе. Жена — Оргина Наталья Федоровна.
В Красную Армию призван 28 июля 1941 года Троицким райвоенкоматом Чкаловской (Оренбургской) области. На фронте Великой Отечественной войны с августа 1941 года.
Ранен 28 июля 1943 года.По донесению штаба 11-й стр.дивизии,Оргин К.П. умер от ран 25 января 1944 года. (ошибочно)
Член ВКП(б) с 1943 года.
Первый номер станкового пулемёта 3-й пулемётной роты 219-го стрелкового полка (11-я стрелковая дивизия, 2-я ударная армия, Ленинградский фронт) младший сержант К. П. Оргин особо отличился 11 февраля 1944 года при переправе через реку Нарву.
Приказом №: 17/н от: 18.04.1944 года по 11-й стрелковой дивизии Ленинградского фронта  командир пулеметного расчета 219-го стрелкового полка 11-й стр.дивизии сержант Оргин награждён орденом Красной Звезды  за то,что в бою 1 марта 1944 года в бою из пулемета "Максим" уничтожил свыше 50-ти солдат и офицеров противника.Награждён медалью "За оборону Ленинграда".
Награждён медалью "За победу над Германией в Великой Отечественной войне 1941-1945 гг."
После войны работал председателем колхоза, затем в объединении «Башкируголь».

## Смерть
Умер 5 октября 1964 года, похоронен в городе Кумертау.

## Подвиг
«…11 февраля с. г. подразделения 163 и 219 СП проводили операцию по форсированию р. Нарвы в районе с. Скарьятина Гора. Переправа производилась под шквальным ружейно-пулемётным и артминомётным огнём противника.
Большинство плавсредств огнём противника было выведено из строя. Лишь нескольким надувным лодкам удалось преодолеть водную преграду. На западный берег реки, занятый противником, высадилось всего лишь 18 человек рядовых, сержантов во главе с одним офицером 219 СП. Среди 18 был мл. сержант тов. Оргин. Зацепившись за берег, переправившаяся группа вступила в жестокий бой с противником и отвоевала небольшой плацдарм, на котором сумела закрепиться. Младший сержант тов. Оргин проявил при этом образцы бесстрашия и героизма. Огнём своего пулемёта он обеспечил отражение нескольких контратак противника. Отказал пулемёт — тов. Оргин взялся за автомат и продолжал вести огонь по врагу. Группа продержалась до вечера.
С наступлением темноты командир, возглавлявший группу, решил связаться с восточным берегом, но никаких средств связи не было. Тогда командир поставил младшему сержанту тов. Оргину задачу — любыми средствами переправиться через р. Нарву и доложить командиру полка об обстановке.
Выполняя этот приказ, младший сержант тов. Оргин, сбросив полушубок и валенки, бросился в ледяную воду реки и поплыл. Стремление во что бы то ни стало выполнить приказ командира и железная воля помогли ему преодолеть водяную преграду. Коченея от холода, тов. Оргин добрался на восточном берегу до командного пункта и доложил об обстановке на западном берегу, а также о наиболее удобных для переправы местах. В ту же ночь по этим данным на западный берег реки была произведена переправа более значительной группы личного состава, которая удерживает завоеванный плацдарм и по сей день…».
Звание Героя Советского Союза К. П. Оргину присвоено 5 октября 1944 года.
Так же товарищ Оргин отличился в бою 1 марта 1944 г. Тогда противника выбили из занимаемых ДОТов и  ДЗОТов немцы выскакивали пачками и убегали, здесь товарищ Оргин выкатывал свой пулемет и своим огнем не дал убежать ни одному фрицу. В этом бою товарищ Оргин уничтожил свыше 50 человек противника. За проявленное мужество на фронте борьбы с немецкими захватчиками товарищ Оргин был награжден Орденом «СЛАВЫ 3 СТЕПЕНИ» 12 апреля 1944 года. 

## Память
Именем Героя названы улицы в городах Кумертау Республики Башкортостан и Нарва (Эстония). В селе Екатеринославка Тюльганского района Оренбургской области на здании школы, в которой учился К.П. Оргин, установлена мемориальная доска.

## Награды
- Медаль «Золотая Звезда» Героя Советского Союза (05.10.1944)[6].
- Орден Ленина (05.10.1944).
- Орден Красной Звезды (18.04.1944)[8].
- Медаль «За оборону Ленинграда».
- Медаль "За победу над Германией в Великой Отечественной войне 1941-1945 гг."